# Пиану де Сус (Алба)
Пиану де Сус (рум. Pianu de Sus) насеље је у Румунији у округу Алба. Општина се налази на надморској висини од 309 m.

## Историја
По државном шематизму православног клира Угарске 1846. место "Сас Пиан" има 211 породица. Парох је био поп Никола Бена.
Након пропасти српског устанка у Банату 1594. године у место је приспело много избеглих Срба. Ти Срби су се временом порумунили, били у румунском окружењу асимиловани.

## Становништво
Према подацима из 2002. године у насељу је живело 1588 становника.

### Попис2002.
| Расподела становништва по националности 2002.‍ | Расподела становништва по националности 2002.‍ | Расподела становништва по националности 2002.‍ | Расподела становништва по националности 2002.‍ | Расподела становништва по националности 2002.‍ |
| --------------------------------------------- | --------------------------------------------- | --------------------------------------------- | --------------------------------------------- | --------------------------------------------- |
|                                               |                                               |                                               |                                               |                                               |
| Румуни                                        | Румуни                                        |                                               | 1.578                                         | 99,4%                                         |
| Роми                                          | Роми                                          |                                               | 5                                             | 0,3%                                          |
| Немци                                         | Немци                                         |                                               | 5                                             | 0,3%                                          |